# 대한항공 011편 화물칸 고장 사고
대한항공 011편 화물칸 고장 사고는 1990년 1월 19일 대한항공 B747 SP 여객기가 화물칸 오작동으로 인해 출발이 지연된 사건으로, 인명피해는 전혀 없었다.

## 같이 보기
- 대한항공의 사건 및 사고